# Джалилов, Афияддин Джалил оглы
 Афияддин Джалил оглы Джалилов  (азерб.  Afiyəddin Cəlil oğlu Cəlilov; 1 августа 1946, Нахичевань — 29 сентября 1994, Баку) — советский и азербайджанский партийный и государственный деятель.

## Биография
Родился 1 августа 1946 в городе Нахичевань Нахичеванской АССР Азербайджанской ССР.

### Образование
В 1969 окончил Ленинградский горный институт имени Г. В. Плеханова.
В 1981 окончил Академию общественных наук при ЦК КПСС.

### Трудовая деятельность
После окончания горного института до 1973 года работал на соляных рудниках в Нахичевани электриком, позже главным механиком.
С 1973 по 1979 годы работал на комсомольской и партийной работе: избирался последовательно секретарем, вторым секретарём, первым секретарём Нахичеванского обкома комсомола, секретарём ЦК ВЛКСМ Азербайджана.
С 1979 по 1981 годы — инспектор отдела ЦК Компартии Азербайджана.
В 1981 году избран первым секретарём Насиминского райкома партии г. Баку.
В 1989 году избран первым секретарём Нахичеванского республиканского комитета КП Азербайджана.
С 1989 по 1991 годы — председатель Президиума Верховного Совета Нахичеванской АССР, затем председатель Верховного Меджлиса Нахичеванской Автономной Республики.
В 1990—1991 — член ЦК КПСС.
В 1991 году был избран заместителем Председателя Верховного Совета Азербайджанской Республики.
Вечером 29 сентября 1994 года убит в подъезде собственного дома. Вместе с ним был застрелен и его водитель.
Похоронен на Аллее почётного захоронения в Баку.

Мемориальная доска на стене дома в Баку, в котором жил Афияддин Джалилов
Могила Афияддина Джалилова на Аллее почётного захоронения в Баку